# El Big Bang (Doctor Who)
El Big Bang (The Big Bang) es el decimotercer y último episodio de la quinta temporada moderna de la serie británica de ciencia ficción Doctor Who, emitido originalmente el 26 de junio de 2010. Es la segunda parte de una historia en dos episodios que comenzó con La Pandórica se abre.

## Argumento
Tras el final de La Pandórica se abre, el Undécimo Doctor (Matt Smith) ha sido sellado dentro de la Pandórica, una trampa creada por sus peores enemigos, River Song (Alex Kingston) estaba dentro de la TARDIS cuando esta explotó, y una versión Auton de Rory Williams (Arthur Darvill) ha matado de un disparo a su prometida Amy Pond (Karen Gillian). La explosión de la TARDIS ha provocado que todo el universo nunca haya existido. Salvo la Tierra, su Luna y el Sol, todo lo demás es un vacío oscuro infinito, y los enemigos del Doctor alrededor de la Pandórica se han convertido en piedra.
Mientras Rory llora por Amy, el Doctor reaparece con el manipulador del vórtice de River. Le deja a Rory su destornillador sónico y le explica cómo usarlo para abrir la Pandórica y liberar a su versión más joven. Siguiendo las instrucciones, Rory libera al Doctor, que entonces deja el cuerpo de Amy dentro de la Pandórica. Le explica que esta es una "prisión perfecta", que no dejará escapar a su ocupante, ni con la muerte, y la restaurará una vez que tome una muestra de su ADN, aunque llevará dos mil años. El Doctor entonces recupera el manipulador del vórtice de River y lo usa para saltar dos mil años en el futuro, mientras Rory, en su cuerpo eternamente joven de Auton, decide quedarse guardando la Pandórica, creándose así el mito de "El último centurión" a lo largo de los años.
En 1996, la pequeña Amelia Pond (Caitlin Blackwood) encuentra unas instrucciones del Doctor dirigiéndola al Museo Nacional, donde la Pandórica se expone. Al tocar la caja, resucita a Amy y la libera. Pronto se les unen el Doctor y Rory, ahora guarda del museo. Tras una emotiva reunión, un Dalek restaurado por la luz de la Pandórica les persigue. El Doctor usa el manipulador del vórtice para saltar atrás y darle al Rory del pasado su destornillador, así como para dejarle a Amelia las pistas del museo. De repente, Amelia desaparece: un signo, según el Doctor, de que el universo está empezando a colapsar. Aparece la versión futura del Doctor moribundo, que le susurra algo a su versión anterior. El Doctor se marcha con Amy y Rory al tejado del museo, donde descubren que el "sol" es la explosión de la TARDIS. Rory, con sus sentidos de Auton, oye una voz entre el sonido de la TARDIS y, al amplificarla, el Doctor descubre que es River Song en un bucle temporal, implementado por la TARDIS para mantenerla con vida. El Doctor salva a River, y cuando los cuatro se reúnen, un Dalek le dispara al Doctor, que se manda a sí mismo al pasado. Amy y Rory se marchan mientras River mata al Dalek con su pistola.
Amy y Rory descubren que el Doctor, al que creían muerto, le había pedido a su versión anterior que creara una distracción, para poder manipular la Pandórica para hacerla volar hacia la explosión de la TARDIS. El Doctor dice que aún existe lo suficiente del universo original dentro de la Pandórica para restaurarlo por completo aprovechando la explosión de la TARDIS, pero al hacerlo, quedará atrapado al otro lado de la explosión y será él mismo borrado del tiempo. Tras una emotiva despedida de Amy, Rory y River, el Doctor enciende la Pandórica y la hace volar contra la TARDIS. Ocurre un segundo Big Bang, y entonces el Doctor recupera la consciencia, experimentando los eventos de su vida a la inversa, mientras las grietas en el universo se van cerrando. El Doctor debe quedarse en el otro lado para que el cierre se haga como es debido, y así lo hace, desapareciendo del universo.
Amy despierta el 26 de junio de 2010 en su casa para descubrir que han reaparecido en la existencia sus padres, y que es el día de su boda con Rory. En la recepción, River le deja su diario de la TARDIS en blanco, que hace que esta recuerde al Doctor y algo que le dijo cuando tenía siete años durante el rebobinado. Interrumpiendo el discurso de su padre, implora al Doctor que regresa. Cuando recita el viejo dicho de las bodas ("Algo nuevo, algo viejo, algo prestado, y algo azul"), relacionando la forma en que el Doctor había descrito la TARDIS, esta reaparece con el Doctor dentro. El Doctor se une a la fiesta y después le devuelve a River el diario y el manipulador del vórtice para que ella pueda regresar a su propio tiempo. Tristemente, ella le dice que pronto sabrá quién es ella en realidad y que eso lo cambiará todo. A bordo de la TARDIS, el Doctor le explica a Amy y Rory que quedan muchas preguntas por responder sobre la destrucción de la TARDIS y la naturaleza de "el silencio" que caerá. El Doctor recibe una llamada telefónica avisándole de la presencia de una diosa egipcia fugada en el Orient Express en el espacio. Rory y Amy deciden unirse a él, y los tres se marchan a su siguiente aventura.

## Producción
El guionista y productor ejecutivo Steven Moffat resumió algunos aspectos de El Big Bang mientras planeaba el arco de la temporada. Dijo que dejó espacio a la improvisación y le encantaron los resultados, describiéndolo como "loco" e "impresionante". Gillan describió la vigilia de Rory por Amy como "el gesto romántico definitivo" que mostró cuánto amaba Rory a Amy, y cuando ella se dio cuenta de cuánto le amaba a él. Moffat pensó que estar de guardia dos mil años sería una compensación por dispararla antes. Siempre había tenido prevista la boda de Amy y Rory "desde el principio".
El Big Bang visita deliberadamente varias escenas del pasado de la temporada. La primera del episodio es un reflejo del principio de En el último momento. Mientras la vida del Doctor se rebobina, ve eventos relacionados con El inquilino, pero que no se mostraron en ese episodio. Su conversación con Amy durante Carne y piedra sí apareció en aquel episodio. Se filmó en primerísimo primer plano, pero aún se intuyó la chaqueta de tweed, que el Doctor de ese episodio había perdido antes al quitársela los ángeles llorosos.
Como en el episodio aparecen muchos "saltos temporales" cuando el Doctor viaja al pasado para hacer cosas que aparecían al principio, Moffat decidió hacerlo menos complicado para que la audiencia se hiciera menos lío, y lo hizo haciendo que el futuro Doctor llevara puestos un fez y llevara una fregona, y así los espectadores al ver después al Doctor coger esos objetos, atarían cabos con más facilidad. Moffat mencionó el fez a sus compañeros productores ejecutivos Piers Wenger y Beth Willis, y a los dos les preocupó que Smith se encariñara demasiado con el fez y quisiera incorporarlo permanentemente al vestuario, pero Moffat les aseguró que tenía planeado destruir el fez. Wenger dijo después que Smith era "uno de los pocos a los que les sienta bien un fez".

## Emisión y recepción
El episodio empezó muy temprano, a las 18:05, y por eso las mediciones de audiencia se resintieron. Las mediciones nocturnas mostraron que lo vieron 5,09 millones de espectadores, mientras que las definitivas fueron de 6,696 millones. La puntuación de apreciación fue de 89, la más alta de la temporada.
El episodio se publicó en DVD y Blu-Ray junto con Vincent y el Doctor, El inquilino y La Pandórica se abre el 6 de septiembre de 2010. Después volvería a publicarse en DVD con el resto de la temporada el 8 de noviembre de 2011.
El Big Bang recibió una respuesta positiva de la crítica. Richard Edwards de SFX le dio al episodio 5 estrellas sobre 5, y Matt Wales de IGN le dio un 10 sobre 10 y la calificación de "Obra maestra"; Keith Phipps de The A.V. Club le dio un notable alto, diciendo que "no fue un éxito completo... con la acción del climax demasiado apresurada y el epílogo demasiado relajado".
La conjunción de las dos partes de la historia ganó el premio Hugo a la mejor presentación dramática en forma corta, la quinta vez que Doctor Who ganó el premio, y la cuarta que lo hizo con una historia escrita por Steven Moffat. En febrero de 2013, Moffat dijo que El Big Bang era su historia favorita de las que había escrito para Doctor Who. "Pensé que era simplemente un episodio grande, divertido, raro e ingenioso. Estaba orgulloso de él".